# Julius Evola
Giulio Cesare Andrea Evola (Rome, 19 mei 1898 – aldaar, 11 juni 1974), beter bekend als Julius Evola, was een Italiaans filosoof en esotericus. Evola beschouwde zijn perspectieven en spirituele waarden als aristocratisch, mannelijk, traditionalistisch, heldhaftig, en reactionair.
In zijn jonge jaren was hij een futuristisch en dadaïstisch schilder en dichter. Hij was een criticus van de moderniteit en in Rivolta contro il mondo moderno ("Opstand tegen de moderne wereld") bestreed hij het liberale en democratische ideeëngoed en pleitte hij voor een terugkeer naar een Traditionele (met hoofdletter) samenleving gebaseerd op hiërarchie en geleid door een transcendente aristocratie met bovennatuurlijke krachten. In zijn boek Imperialismo pagano (''Heidens imperialisme'') meende hij dat de Westerse beschaving door het christendom was gedegenereerd in een zwak en materialistisch gelijkheidsdenken. Later bekende Evola dat dit een van de weinige werken was waar hij spijt van had.
De denkbeelden van Evola worden doorgaans als controversieel bestempeld. Hij was uitgesproken racistisch en antisemitisch. Hij behoorde tot de radicale factie van het Italiaanse fascisme en steunde het regime van Benito Mussolini, hoewel hij zich nooit committeerde in partij- of staatsfuncties en kritiek leverde op wat hij beschouwde als een gebrek aan radicalisme. Nog gunstiger stond hij tegenover het naziregime, waarvoor hij in 1943-1945 geheim agent was. Evola voerde het woord boreaal in als benaming voor de noordelijke oorsprong van de blanke Ariërs.

## Leven

### Jonge jaren
Evola werd geboren in Rome uit Siciliaanse ouders (beiden waren afkomstig uit Cinisi). Hoewel katholiek opgevoed, keerde hij zich op jonge leeftijd tegen deze religie onder invloed van denkers als Friedrich Nietzsche, Otto Weininger en Carlo Michelstaedter. Aangesproken door de antibourgeois retoriek van de futuristen Giovanni Papini en Filippo Tommaso Marinetti, begon hij in 1915 te schilderen. Aan het einde van de Eerste Wereldoorlog diende hij in de artillerie. In 1919 brak hij met het futurisme en associeerde hij zich met het dadaïsme. Hij was bevriend met Tristan Tzara, nam een dandy-pose aan en voerde zijn poëzie op bij de avant-garde. Op 22-jarige leeftijd stopte hij met schilderen en dichten. Ook zijn ingenieursopleiding maakte hij niet af.

### Auteur en journalist onder Mussolini
In een hang naar spiritualiteit en esoterie begon Evola oosterse teksten te bestuderen. Zijn filosofische geschriften uit deze periode gaven blijk van grote belangstelling voor de hiërarchie van het Indische kastenstelsel, waarbinnen hij zich identificeerde met de krijgerskaste kshatriya. Vervolgens hield hij zich bezig met alchemie en paganisme. Met Arturo Reghini richtte hij in 1927 de "Groep van Ur" op, een organisatie van geïnitieerden die tot doel had het fascistische regime van Benito Mussolini op magische wijze te beïnvloeden. Dit mislukte en de groep werd in 1929 opgedoekt. Ondertussen was Evola in ruzie gekomen met zijn mentor Reghini, die zijn boek Imperialismo pagano (1928) als plagiaat afdeed en een proces aanspande. De negatieve receptie van het boek in de fascistische pers was een onaangename verrassing voor Evola en de schandalen brachten zijn reputatie blijvende schade toe.
Reghini had Evola in contact gebracht met René Guénon, wiens idee van "integrale traditie" hij overnam, zij het met een activistische draai. Evola wilde invloed hebben op de praktische politiek. Hij ontwikkelde ideeën over gehoorzaamheid aan en verering van een priester-koning. In 1925 publiceerde hij een eerste politiek stuk in Lo Stato democratico, waarin hij de democratie over de hekel haalde. Nog in dat jaar verscheen La donna come cosa ("De vrouw als ding"), een artikel waarin hij stelde dat vrouwen alleen door passie werden bewogen en een inherent gebrek aan initiatief vertonen, wat zich uitte in hun absolute mediocriteit op het gebied van wetenschap en filosofie. Hij droeg vanaf 1927 bij aan de Critica fascista van Giuseppe Bottai en begon in 1930 zelf het blad La Torre (De Toren), dat het fascisme wilde bijsturen in radicale zin (wat hij zelf noemde zuiverder en meer compromisloos). Zijn elitaire kritiek op het fascisme viseerde onder meer de cultus rond de Duce en het beroep op de massa. Ook deze vorm van kritiek werd niet geduld en na vijf maanden stopte het blad.
Evola genoot echter de aandacht van de fascistische pers. In 1931 mocht hij beginnen schrijven voor La Vita Italiana van Giovanni Preziosi en ook Lo Stato van Carlo Costamagna publiceerde zijn stukken. Voor de krant Il Regime Fascista van Roberto Farinacci verzorgde hij van 1934 tot 1943 de culturele pagina. Hij gebruikte deze Diorama filosofico om een stem te geven aan Duitse intellectuelen die het naziregime steunden en ging hen ook opzoeken in hun thuisland. In 1934 hield hij een aantal voordrachten aan Duitse universiteiten. Ook werd hij uitgenodigd door de Herrenklub [de], een organisatie binnen de Conservatieve Revolutie waaraan hij veel waarde hechtte. Hij ontmoette rechts-radicale figuren als Corneliu Codreanu, Mircea Eliade, Carl Schmitt en Gottfried Benn. Zijn toenadering tot het Duitse nationaalsocialisme hield ook een "bijna serviele bewondering" in voor Heinrich Himmler. Hij liet zich in met de Ahnenerbe, een nazi-instelling die op pseudowetenschappelijke gronden theorieën over het Arische ras ontwikkelde. In de Schutzstaffel zag hij een spirituele leiderskaste, maar de bewondering was niet helemaal wederzijds. Een SS-rapport uit 1938 noemde hem een reactionaire fantast.

### Oorlogsjaren
Tijdens de Tweede Wereldoorlog bleef Evola politiek actief. In Italië wilde Mussolini de rassenleer van Evola als officiële doctrine aannemen, in een poging de brug te slaan naar het eerder biologische racisme van de nazi's. De Duce gaf zijn steun aan Evola's plan voor een Duits-Italiaans blad Sangue e spirito / Blut und Geist, en liet hem een commissie oprichten om onderzoek te doen naar de raciale samenstelling van Italië. Het Ministerie van Populaire Cultuur betaalde hem voortaan een maandsalaris van 2000 lire, maar deze projecten bleven uiteindelijk steken in de voorbereidingsfase.
In september 1943 was Evola deel van het welkomstcomité dat Mussolini – die door de Duitsers uit de gevangenis was bevrijd – ontving in Hitlers hoofdkwartier. In Rastenburg tolkte hij tijdens de gesprekken tussen Hitler en Mussolini waaruit de Salò-republiek ontstond. Evola keerde op 18 september terug naar deze marionettenstaat. Hij richtte er de Movimento per la Rinascita dell'Italia op ("Beweging voor de wedergeboorte van Italië") en werkte er voor de Duitse inlichtingendienst SD. Na de instorting van het regime vluchtte hij van Rome naar Berlijn en vervolgens naar Wenen, waar hij in januari 1945 verlamd raakte in een geallieerd luchtbombardement. De rest van zijn leven was hij aangewezen op een rolstoel.

### Naoorlogse activiteiten
Na jaren in ziekenhuizen en sanatoria keerde Evola in 1951 terug naar Rome. Hij kreeg een uitkering van de Opera Nazionale Invalidi di Guerra en vulde zijn inkomen aan met schrijf- en vertaalwerk. Datzelfde jaar werd hij vervolgd als intellectuele instigator en apologeet van het fascisme, in verband met de FAR-aanslagen [fr]. Hij zat zes maanden in voorhechtenis maar werd op 20 november vrijgesproken door het Hof van Assisen van Rome. Ter verdediging had hij aangevoerd dat hij geen fascist was maar een superfascist. Hij had potentie gezien in de fascistische beweging en haar fouten willen hervormen.
In het naoorlogse Italië bleek de onvatbare en vrijblijvende filosoof (hij had geen ambten opgenomen en zich nooit lid gemaakt van de Partito Nazionale Fascista) een geschikte figuur om rechtsextremistische intellectuelen te verzamelen. Zijn latere geschriften werden het ideologische startpunt voor het neofascisme en radicaal-rechts.
Hij cultiveerde wat ambiguïteit en zei hij dat hij "fascist noch antifascist" was geweest. Ook schreef hij dat het fascisme niet echt traditionalistisch was, en dus niet wezenlijk anti-modern. Een holocaustontkenner werd hij niet, maar op een vraag over die genocide antwoordde hij dat geen prijs te hoog zou zijn geweest voor een overwinning van de Asmogendheden.

## Racisme en antisemitisme
Evola ontwikkelde een rassenleer die in zijn eigen woorden 'totalitair' was en die een biologisch-anthropologische component cumuleerde met een 'spirituele' component. Vanaf 1934 construeerde hij een raciale hiërarchie gebaseerd op erfelijkheid, maar met verwerping van de evolutietheorie en delen van de genetica die niet in zijn kraam pasten. Hij ontwikkelde zijn zienswijze verder in Drie aspecten van het joodse probleem (1936) en De mythe van het bloed (1937). Hoewel de Italiaanse rassenwetten van oktober 1938 vooral biologisch geïnspireerd waren, bleef de racistische variant van Evola niet zonder invloed. Zijn ideeën kregen definitief vorm in Synthese van de rassendoctrine, verschenen in januari 1941. Mussolini las het in augustus en was er zo enthousiast over dat de auteur in de titel van de tweede druk mocht spreken over de fascistische rassendoctrine.
Het 'totalitaire' of 'Traditionele' racisme van Evola bouwde voort op Rasse und Seele van Ludwig Ferdinand Clauss. Superieure rassen hadden volgens hem bepaalde eeuwige biologische kenmerken, maar daarenboven ook 'spirituele': mannen met sterke karakters die hun passies konden beheersen en die uit hun aard de Traditionele waarden volgden. Volgens hun aanwijzingen moest een superras worden gekozen, samengesteld uit Arisch-Germaanse en Romeinse elementen, dat de wereld zou beheersen. Deze doctrine was bedoeld om bij te dragen aan het zuiveringsproces dat het Italiaanse fascisme nodig achtte om een Nieuwe Man te creëren. Zijn ambitie was een Fascistische Orde van het Italiaanse Imperium op te zetten naar het politiek-militaire model van de SS.
Ook in praktische uitspraken kwam het racisme van Evola naar boven. Over de Ethiopiërs, die het voorwerp uitmaakten van een Italiaanse kolonisatieoorlog, verklaarde hij dat elke eerlijke waarnemer zou moeten toegeven dat er rassen waren met een heerserskarakter en rassen die door de natuur tot slavernij waren bestemd. In een brief van september 1935 sprak hij minachtend over "negers en andere koloniale insecten". Volgens hem was de raciale bewustwording van de Italianen het gevolg van contact met "inferieure volkeren" als de Mongolen, "roodhuiden", enz.
Maar de centrale obsessie van Evola waren de Joden. Zijn antisemitisme wortelde in zijn stelling dat de Joden alle destructieve krachten van de moderniteit belichaamden, van democratie over humanitarisme tot raciale vermenging. Een Arische overwinning vereiste hun eliminatie. Noords-Arische volkeren als de Italianen en de Duitsers moesten zich beschermen tegen de "Semitische geest" van rationalisme en secularisme door een integraal racisme. Fascisten mochten niet toelaten dat "Joods bloed" de Italianen infecteerde. Doordat al veel etnische vermenging had plaatsgevonden, was louter biologisch racisme niet meer voldoende om de Semitische aantasting te elimineren. De campagne om dat te bereiken mocht niet worden overgelaten aan "degenen die op een dag wakker waren geworden als antisemieten", maar moest worden uitgevoerd door toegewijde Ariërs.
In andere passages erkende Evola de Abrahamitische religies als waardevolle tradities en stelde hij dat men spirituele realisatie kon bereiken middels deze drie religies, maar dat het jodendom door een spirituele crisis decadent was geworden. Hij was niettemin van mening dat Semitische theïsmen niet thuishoorden in Europa en onherroepelijk zouden leiden tot 'het Europese nihilisme'. Zijn opvattingen over het jodendom waren overigens niet gespeend van contradicties en namen soms pathologische dimensies aan. Hij schreef dat de Protocollen van de wijzen van Sion – vervalsing of niet – een accurate reflectie van de moderniteit boden en een occult oorlogsplan bevatten. Hij riep op zich niet over te geven aan haatuitingen, maar polemiseerde tegen Einstein, Freud, Mahler en Tzara en droeg in 1942 bij aan de brochure "De joden hebben de oorlog gewild".

## Oeuvre
De boeken Rivolta contro il mondo moderno ('Opstand tegen de moderne wereld'), Gli uomini e le rovine ('Mensen tussen de ruïnes') en Cavalcare la Tigre ('De tijger berijden') worden als de belangrijkste trilogie van Evola's werken beschouwd. Evola's wereldbeeld is beschreven als 'een van de meest radicale en samenhangende anti-egalitaire, antiliberale, antidemocratische en antipopulaire systemen in de twintigste eeuw'. Veel van zijn theorieën en geschriften zijn gebaseerd op zijn eigenaardig spiritualisme en mysticisme.

## Invloed
In het fascistische Italië en in nazi-Duitsland waren Evola's ideeën niet zonder invloed, maar was hij toch een relatieve buitenstaander binnen het radicale fascisme. De aanvaarding van zijn rassenleer door Mussolini in 1941 vormde het hoogtepunt van zijn invloed. In nazi-Duitsland was zijn elitaire aristocratisme moeilijk verenigbaar met het völkische nationalisme, maar de acceptatie van zijn ideeën groeide naarmate de pan-Europese strekking door oorlogsbelangen de bovenhand kreeg.
In de naoorlogse periode was Evola's ideologische invloed groter. Sinds de Tweede Wereldoorlog hebben veel stromingen zoals Radicaal Traditionalisten, Nieuw Rechts, Conservatief Revolutionairen, fascisten en derdepositiegroepen inspiratie van hem opgedaan. Hoewel hij zich distantieerde van de terroristen die Italië in de jaren '70 teisterden, konden rechtsextremisten als Franco Freda met enig recht claimen in de intellectuele traditie van Evola te staan. Het uiterst-rechtse gebruik van de term boreaal gaat terug op Evola's geschriften.

## Publicaties (selectie)
- Arte Astratta, posizione teorica, 1920
- La parole obscure du paysage intérieur, 1921 (gedicht)
- Saggi sull'idealismo magico, 1925
- L'individuo e il divenire del mondo, 1926
- L'uomo come potenza, 1927
- Teoria dell'individuo assoluto, 1927
- Imperialismo pagano, 1928
  - Heidnischer Imperialismus, 1933
- Fenomenologia dell'individuo assoluto, 1930
- La tradizione ermetica, 1931
- Maschera e volto dello spiritualismo contemporaneo, 1932
- Rivolta contro il mondo moderno, 1934
  - Erhebung wider die moderne Welt, 1935
- Tre aspetti del problema ebraico, 1936
- Il mistero del Graal, 1937
- Il mito del sangue. Genesi del razzismo, 1937
- Die arische Lehre von Kampf und Sieg, 1941 (voordracht gehouden in het Kaiser Wilhelm-Institut van Rome op 7 december 1940)
- Indirizzi per una educazione razziale, 1941
- Sintesi di dottrina della razza, 1941
  - Grundrisse der faschistischen Rassenlehre, 1943
- Reich und Imperium als Elemente der neuen europäischen Ordnung[dode link], in: Europäische Revue, 1942, nr. 2, p. 69 e.v.
- La dottrina del risveglio, 1943
- Lo Yoga della potenza, 1949
- Orientamenti, 1950
- Gli uomini e le rovine, 1953
- Metafisica del sesso, 1958
- L'«Operaio nel pensiero di Ernst Jünger, 1959
- Cavalcare la tigre, 1961
- Il cammino del cinabro, 1963
- Il Fascismo. Saggio di una analisi critica dal punto di vista della destra, 1963
- L'arco e la clava, 1968
- Raâga Blanda, 1969
- Il taoismo, 1972
- Ricognizioni. Uomini e problemi, 1974